# アージェント (バンド)
アージェント (Argent) は、イギリスのロックバンドで、1969年に、キーボーディストで元ゾンビーズのロッド・アージェントによって結成された。

## 経歴
アージェントの最初の3つのデモは、1968年秋に、ベースのマック・マクロードによってレコーディングされた。しかし、彼はグループのメンバーになるつもりはなかった。
バンドのオリジナルメンバーは、ロッド・アージェントと、ベーシストのジム・ロッドフォード（ロッド・アージェントの従兄弟で元マイク・コットン・サウンド）、ドラマーのボブ・ヘンリット、ギタリスト・キーボーディストのラス・バラード（元ザ・ルーレッツ、ユニット4+2）で、リード・ボーカルはバラード、ロッドフォード、アージェントがそれぞれ務めている。
ロッド・アージェント、クリス・ホワイト（元ゾンビーズのベーシスト、プロデューサー、作曲）及びラス・バラードがバンドの作曲を行った。
1974年にバラードが脱退し、ギタリスト/ボーカリストのジョン・ヴァリティとギタリストのジョン・グリマルディが彼の後任となった。また、彼は2枚のアルバムのプロデュースし、集中してレコーディング活動を続け、映像をリリースすることはなかった（クリップはジョン・ヴァリティのウェブサイトで観覧可能である）。1976年後半の活動休止は、完全に説明されることはなかったが、バンド・メンバーの1人の健康が損なわれたことに影響している可能性がある。ロッドフォード、ヘンリット及びヴァリティは「フェニックス」の名のもとで少しの間活動した後、分かれた道を進むことになり、ロッドフォードとヘンリットはキンクスのメンバーとなった。この間、ロッド・アージェントはアンドルー・ロイド・ウェバーと仕事を行い、2枚のソロ・アルバムをプロデュースした。また、彼はロンドンのウェストエンドに、キーボード・ショップをオープンさせた。
2010年7月25日、ロンドンのビクトリア・パークで行われたハイ・ヴォルテージ・フェスティバルにて、オリジナルのアージェントの顔ぶれが集い、再結成した。また、2010年12月に、フローム、サウサンプトン、ウルヴァーハンプトン、ロンドンのレミントン・スパで演奏する5日間のコンサートツアーを行った。

## 楽曲
アージェント最大のヒットは、アルバム『オール・トゥゲザー・ナウ』に収録された、ロッド・アージェントとクリス・ホワイトの「ホールド・ユア・ヘッド・アップ」であり、大きく編集が加えられたシングル・バージョンは、アメリカで5位に達した。これはミリオンセラーとなり、ゴールドディスクを獲得した。
アージェントのサウンドは、ロックとポップのミックスであったが、アルバム『連鎖』に収録されているインストゥルメンタル、「コホーテク彗星の到来」のようなプログレッシブ・ロックの領域にも入った曲が多数ある。『ライブ』発表後、バラードがバンドを離脱した際、彼らはエピック最後のアルバム『サーカス幻想』を発表してこれまで以上のプログレッシブ/フュージョンを見せ、1975年末のアルバム『カウンターポインツ』で新しいレコードレーベル（ユナイテッド・アーティスツ）に契約した。2005年までに、コンピレーションを含む全てのアルバム（『カウンターポインツ』を除く）は、CDとして再リリースされた。

## 影響
「ホールド・ユア・ヘッド・アップ」は、1987年にバンド、20/Twentyによってカバーされ、ルフージュ・レコードのクリスチャン・レーベルでレコーディングされた。また、アージェントは、ラス・バラード作曲の「ゴッド・ゲイヴ・ロックンロール・トゥ・ユー」のオリジナル・バージョンをレコーディングしているが、これは1991年にキッスによって、「ゴッド・ゲイヴ・ロックンロール・トゥ・ユーII」という名でカバーされ、映画『ビルとテッドの地獄旅行』のエンディングで使用された。さらに、この曲は、当時のクリスチャン・ロックの賛歌となり、クリスチャン・ロック・バンドのペトラによって1977年（アルバム『Come and Join Us』収録）と1984年（アルバム『Beat the System』収録）に2回カバーされた。
バラードの作品のいくつかは、レインボー、キッス、ペトラ、ハロー、カルロス・サンタナ及びブラジルのメタルバンドOficina G3を含む他のアーティストによってカバーされた際に、ヒットしている。
アージェントのファースト・アルバムに収録されているラス・バラードの曲「ライアー」は、スリー・ドッグ・ナイトがヒットさせた。

## ディスコグラフィ

### スタジオ・アルバム
| 年   | アルバム                       | 原題              | レーベル                    | US  | UK |
| ---- | ------------------------------ | ----------------- | --------------------------- | --- | -- |
| 1970 | アージェント                   | Argent            | エピック                    | -   | -  |
| 1971 | リング・オブ・ハンズ           | Ring of Hands     | エピック                    | -   | -  |
| 1972 | オール・トゥゲザー・ナウ       | All Together Now  | エピック                    | 23  | 13 |
| 1973 | イン・ディープ                 | In Deep           | エピック                    | 90  | 49 |
| 1974 | 連鎖                           | Nexus             | エピック                    | 149 | -  |
| 1975 | サーカス幻想                   | Circus            | エピック                    | 171 | -  |
| 1975 | カウンターポインツ             | Counterpoints     | RCA                         | -   | -  |
| 1999 | ホールド・ユア・ヘッド・アップ | HOLD YOUR HEAD UP | Sony Music Special Products | -   | -  |

### ライブ・アルバム
| 年   | アルバム               | 原題                    | US  | UK |
| ---- | ---------------------- | ----------------------- | --- | -- |
| 1974 | ライブ                 | Encore: Live in Concert | 151 | -  |
| 1997 |                        | The BBC Sessions        | -   | -  |
| 2010 | ハイ・ヴォルテージ2010 | High Voltage Festival   | -   | -  |

### コンピレーション・アルバム
- 『グレーテスト・ヒッツ』 - The Best of Argent - An Anthology (エピック、1976年)
- Hold Your Head Up (1978年)
- Music from the Spheres (1991年)
- Greatest: The Singles Collection (2008年)
- Argent: Original Album Classics (2009年)

### シングル
| 年   | 曲                                                                           | US Hot 100 | UK Singles | アルバム                 |
| ---- | ---------------------------------------------------------------------------- | ---------- | ---------- | ------------------------ |
| 1970 | ライアー - "Liar"                                                            | -          | -          | アージェント             |
| 1970 | スクールガール - "Schoolgirl"                                                | -          | -          | アージェント             |
| 1971 | スウィート・メアリー - "Sweet Mary"                                          | -          | -          | リング・オブ・ハンズ     |
| 1971 | セレブレイション - "Celebration"                                             | -          | -          | リング・オブ・ハンズ     |
| 1972 | ホールド・ユア・ヘッド・アップ - "Hold Your Head Up"                         | 5          | 5          | オール・トゥゲザー・ナウ |
| 1972 | トラジティ（悲劇） - "Tragedy"                                               | -          | 34         | オール・トゥゲザー・ナウ |
| 1973 | ゴッド・ゲイヴ・ロックンロール・トゥ・ユー - "God Gave Rock and Roll to You" | -          | 18         | イン・ディープ           |
| 1973 | イッツ・オンリー・マネー・パートII - "It's Only Money, Part 2"               | -          | -          | イン・ディープ           |
| 1974 | 人間 - "Man for All Reasons"                                                 | -          | -          | 連鎖                     |
| 1974 | 電撃の嵐 - "Thunder & Lightning"                                             | -          | -          | 連鎖                     |
| 1974 | 二人のシーズン - "Time of the Season"                                        | -          | -          | ライブ                   |
| 1975 | おいらは道化師 - "The Jester"                                                | -          | -          | 幻想サーカス             |